# Захарова, Евгения Николаевна
Евгения Николаевна Захарова (род. 27 августа 1987) — российская футболистка, защитница, игрок в пляжный футбол.

## Биография
В большом футболе начинала выступать за клуб «Нева» (Санкт-Петербург), провела сезон 2005 года в высшей лиге. Затем вместе с петербургским тренером Станиславом Харитоновым и группой футболисток перешла в клуб «Звезда-2005» (Пермь). В 2007 году с пермским клубом стала чемпионкой России, однако не была игроком основного состава команды, лишь в нескольких матчах выходила на замены.
В 2010-е годы, вернувшись в Санкт-Петербург, сосредоточилась на выступлениях в пляжном футболе. В 2012 году с командой «Сити» стала бронзовым призёром чемпионата России по пляжному футболу. С 2013 года снова играла за клуб «Нева», с которым неоднократно участвовала в финальных турнирах российского чемпионата. Чемпионка России 2016 года (4 матча, 2 гола); серебряный призёр чемпионата 2013 года (5 матчей, 3 гола), 2014 года (5 матчей, 4 гола), 2018 года (4 матча, 2 гола). В 2017 году со своим клубом осталась четвёртой (5 матчей, 3 гола). Принимала участие в играх Кубка европейских чемпионов 2017 года. Выступала за сборную России, в том числе в отборочных матчах Всемирных пляжных игр 2019 года.
Также выступала в мини-футболе на уровне чемпионата г. Санкт-Петербурга.